# Chevrolet Monza
La Chevrolet Monza è un'autovettura subcompact prodotta dalla casa automobilistica statunitense Chevrolet dal 1974 al 1980.

## Il contesto
Basata sulla Chevrolet Vega, che sostituì, poteva ospitare quattro passeggeri. Condivideva con il modello antenato alcune dimensioni ed il motore a quattro cilindri in linea da 2.300 cm³. La Monza 2+2 (cioè la versione coupé con configurazione 2+2) del 1975 venne progettata per accogliere un motore Wankel. A causa delle emissioni relativamente elevate e dei consumi del motore citato, l'idea venne accantonata, e la General Motors ripiegò su un V8 da 4,3 L. Infatti, all'epoca del lancio del modello, era in atto una crisi energetica che spinse il gruppo automobilistico a focalizzare l'attenzione sui propulsori che consumavano meno carburante. 
La Monza 2+2 e la Monza Towne Coupe erano in competizione con la Ford Mustang e con altre coupé sportive. Il pianale H della General Motors, su cui era costruita la Monza, era condiviso anche dalla Buick Skyhawk, dalla Oldsmobile Starfire e dalla Pontiac Sunbird. Quest'ultima, in particolare, era disponibile con gli stessi corpi vettura della Monza.
Il nome "Monza" applicato ad modello Chevrolet comparì per la prima volta negli anni sessanta per un allestimento sportivo della Chevrolet Corvair.
La vettura aveva il motore installato anteriormente e la trazione posteriore. È stata disponibile in versione hatchback due porte e due porte 2+2, coupé due porte e familiare due porte.

## Storia

### Le origini
La Monza successe alla Vega, da cui derivava, e al debutto era disponibile solo in versione 2+2 hatchback. La Monza era però più lunga e pesante della Vega. John DeLorean soprannominò la Monza "la Vega italiana", data la somiglianza del modello con la Ferrari 365 GTC/4.

### La vettura

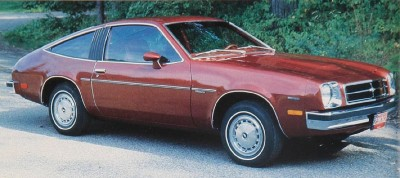
Chevrolet Monza 2+2 del 1978

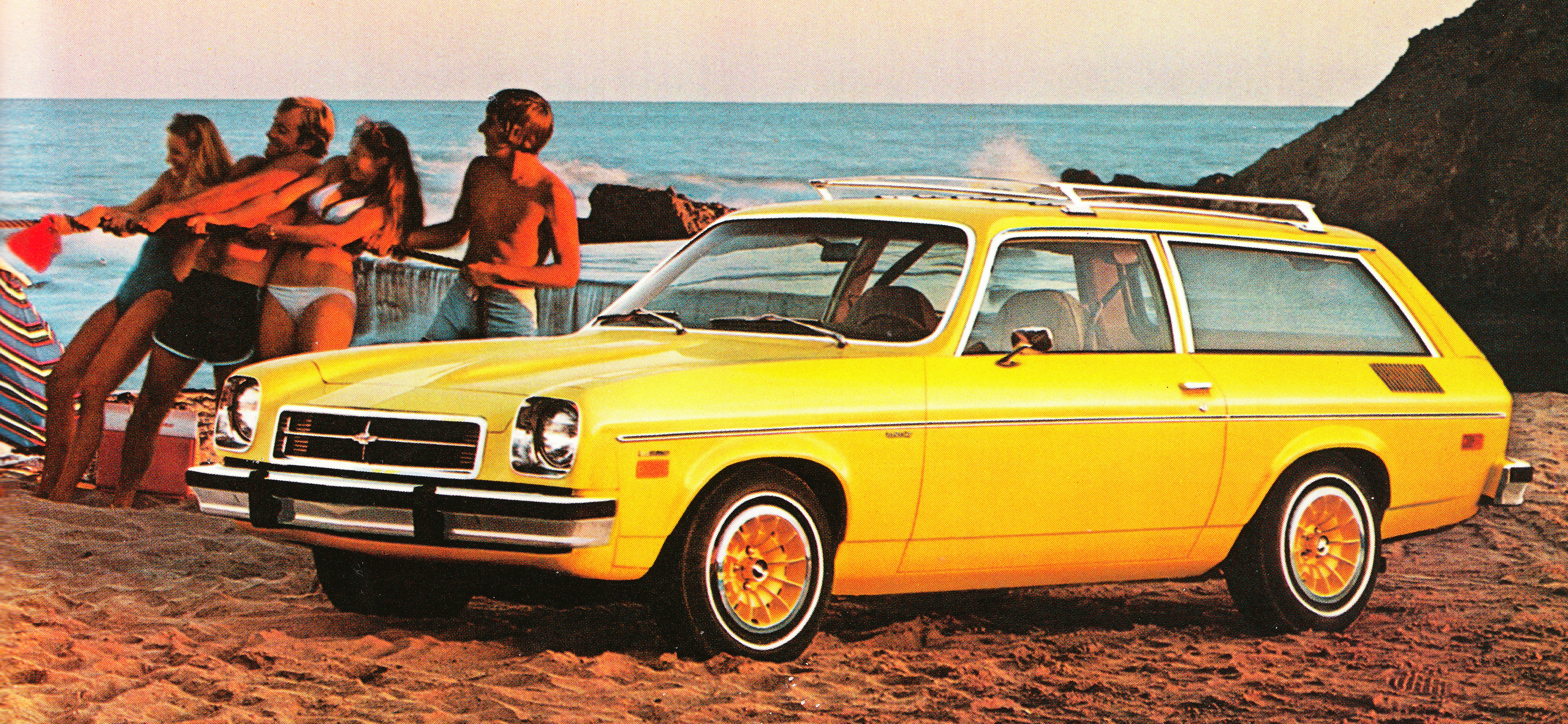
Chevrolet Monza familiare del 1978

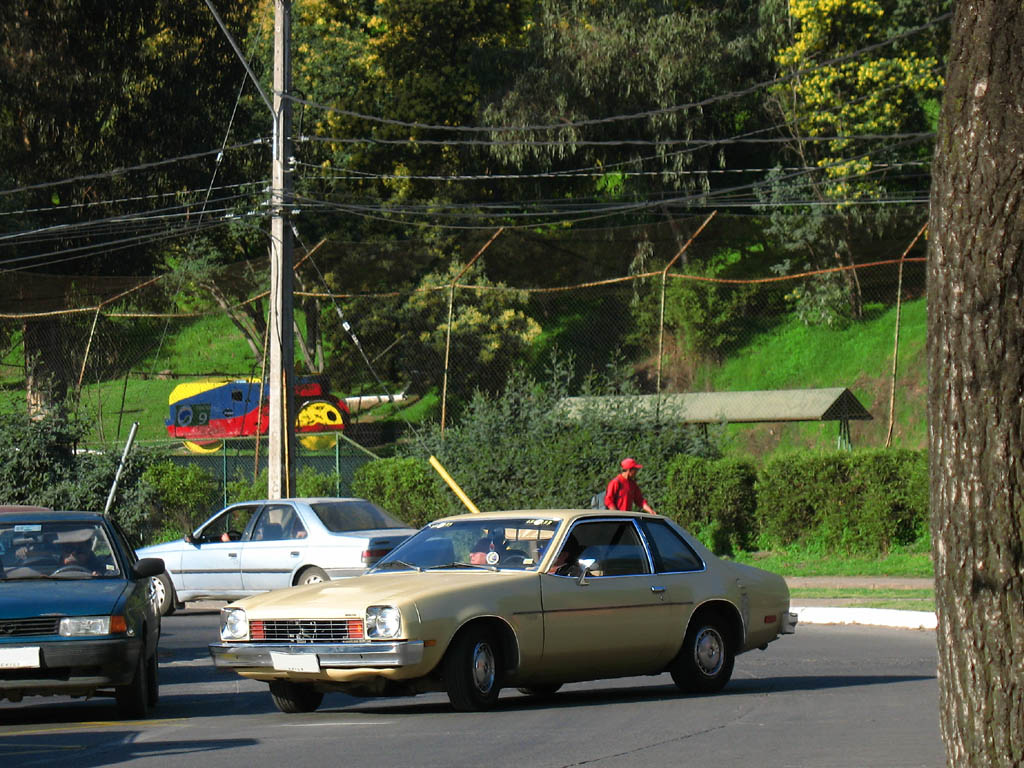
Chevrolet Monza Towne Coupe del 1977

La Monza 2+2 del debutto presentava dei fanali anteriori rettangolari ed una calandra a feritoie, che era posta su un muso inclinato realizzato in materiale plastico. Le feritoie laterali in corrispondenza dei finestrini erano funzionali e non erano installati solo per fini estetici, dato che facevano parte del sistema di ventilazione. La Monza 2+2 era una hatchback due porte basata sul medesimo pianale della Oldsmobile Starfire e della Buick Skyhawk. Il motore standard della Monza era il medesimo di quello montato sulla Vega. Esso era un quattro cilindri in linea, con monoblocco in alluminio, da 2,3 L di cilindrata. Generava 78 CV di potenza a 4.200 giri al minuto. Era montato un carburatore monocorpo, ma poteva essere disponibile, come optional, un carburatore doppio corpo che permetteva al propulsore di erogare 87 CV.
Il nuovo motore Chevrolet V8 da 4,3 L era opzionale. Questo propulsore fu il più piccolo V8 mai offerto dalla Chevrolet, e aveva installato un carburatore a doppio corpo Rochester, che permetteva al motore di erogare 110 CV. Solo nel 1975, per essere in regola con le più stringenti leggi contro le emissioni, la Monza venne venduta in California con un motore V8 da 5,7 L depotenziato a 125 CV.
Altri motori disponibili furono il quattro cilindri in linea da 2,5 L, i V6 da 3,2 L e 3,8 L, ed il V8 da 5 L. La scelta tra i cambi offerti ricadeva tra delle trasmissioni manuali a tre, quattro o cinque rapporti, oppure il cliente poteva scegliere un cambio automatico a tre velocità.
La Monza 2+2, e le sue corrispondenti versioni Buick ed Oldsmobile, erano caratterizzate dall'utilizzo, per la prima volta, di barre di torsione al retrotreno, adottate anche dalla Cosworth Vega, introdotta a metà del 1975, e più tardi anche da tutte le Chevrolet Vega e Pontiac Astre. Il design di base del modello fu incluso nelle piattaforme F General Motors di terza e quarta generazione delle Chevrolet Camaro e Pontiac Firebird.
Nell'aprile 1975, alla gamma fu aggiunta la Monza Towne Coupé, una versione a tre volumi con bagagliaio separato di tipo convenzionale realizzato con lamierati di tipo diverso da quelli impiegati per la Monza 2+2. I due modelli condividevano però alcuni componenti, come il parabrezza, i parafanghi anteriori e le portiere. Questa versione possedeva dei fanali anteriori rotondi in sostituzione di quelli rettangolari della 2+2. La Towne Coupe fu offerta come risposta al successo della seconda serie della Ford Mustang notchback, e della sua versione lussuosa, la Mustang Ghia. La Towne Coupe era più corta, leggera e possedeva più spazio per la testa dei passeggeri della 2+2.
A metà anno venne introdotta una versione più economica della 2+2, la "S". Essa aveva installato il motore della Vega con carburatore monocorpo e cambio manuale a tre velocità. Dalla versione S vennero eliminate le sospensioni sportive, la consolle, il volante sportivo e le modanature applicate sulla carrozzeria in prossimità delle aperture delle ruote. La Monza 2+2 fu insignita nel 1975 del titolo di "auto dell'anno" dalla rivista Motor Trend.

### La Monza Spyder
Il nome "Spyder" fu originariamente utilizzato dalla Chevrolet per designare le Corvair prodotte dal 1962 al 1964 che possedevano un motore sovralimentato. Il nome fu poi ripreso nel 1976 per una versione della Monza. Questo allestimento includeva dei componenti ad alte prestazioni ed alcuni particolari estetici peculiari. Questo pacchetto era disponibile sulla 2+2 e sulla Towne Coupe, e comprendeva un cambio manuale a cinque rapporti oppure una trasmissione automatica Turbo Hydra-matic, oltre ad un carburatore doppio corpo, una consolle montata sul pavimento della vettura, delle barre stabilizzatrici anteriori e posteriori, degli ammortizzatori speciali, degli pneumatici radiali a tele incrociate in maglia di acciaio, delle modanature cromate montate sulle aperture delle ruote della carrozzeria, uno specchietto retrovisore interno a doppia funzione giorno/notte, un volante sportivo a due razze, un pannello strumenti con inserti in legno e delle scritte identificative sul corpo vettura.
La Chevrolet apportò vaste modifiche al pacchetto Spyder, incluso un allestimento a parte, denominato Equipment and Appearance con codici RPO specifici e presenti nei documenti di progetto (i codici RPO sono codici creati dalla General Motors per codificare particolari allestimenti disponibili a richiesta su alcuni modelli del gruppo). I colori delle decalcomanie erano determinati dalla colorazione della carrozzeria. Nel 1977 le combinazioni erano quattro, mentre nel 1979 diventarono sei.

### La fine della produzione
Negli anni in cui fu in produzione, della Monza vennero prodotti 731.504 esemplari. I modelli a trazione posteriore basati sul pianale H della General Motors, cioè la Monza, la Pontiac Sunbird e la Oldsmobile Starfire, furono sostituiti nella primavera del 1981 da una nuova gamma a trazione anteriore, costruita sul pianale J, che comprendeva la Chevrolet Cavalier, la Oldsmobile Firenza, la Buick Skyhawk e la Pontiac J2000.
La Monza venne assemblata a Lordstown nell'Ohio, a Ramos Arizpe in Messico ed a Sainte-Thérèse in Canada.

## Attività sportiva

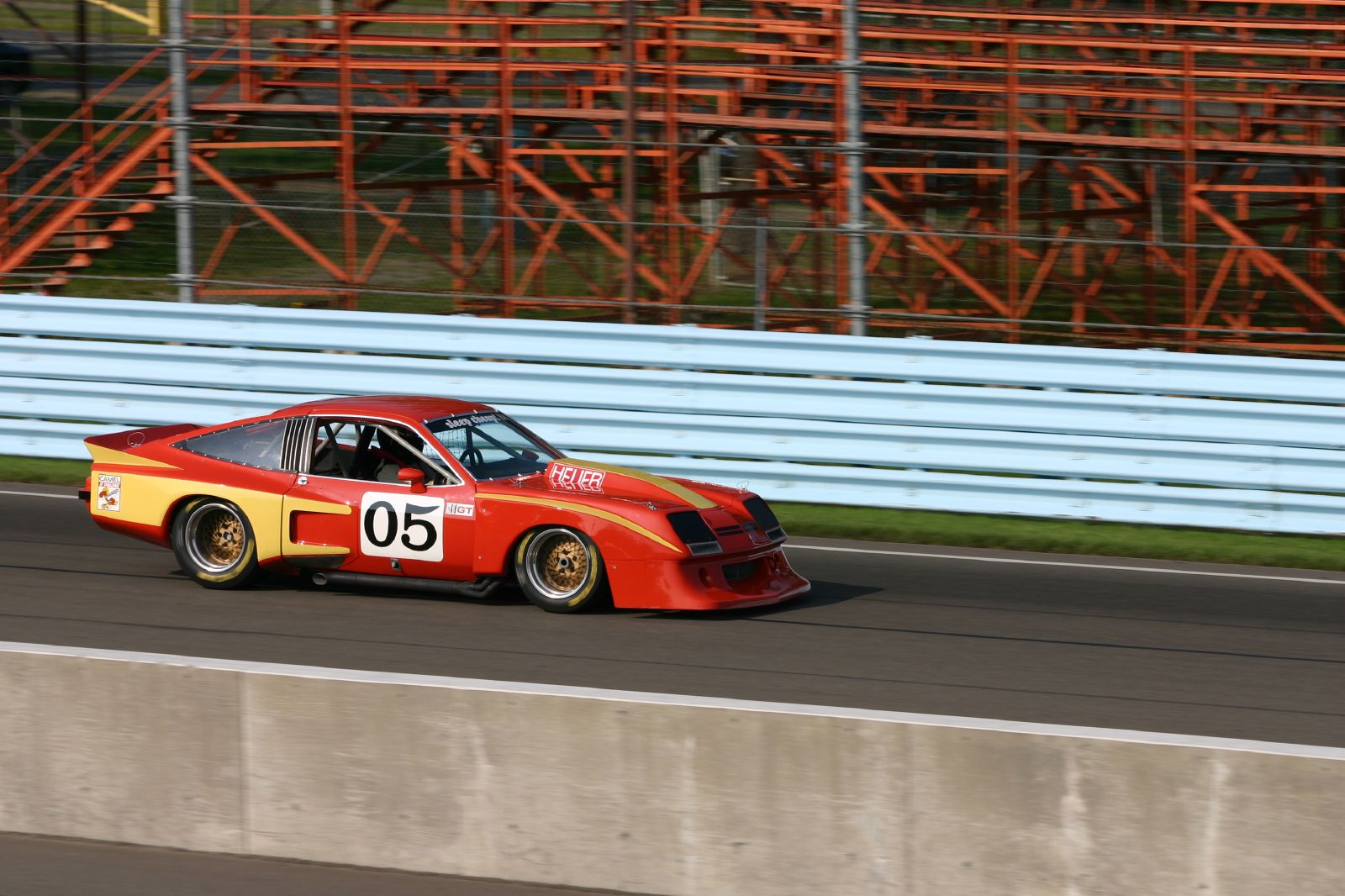
Una Chevrolet Monza del 1975 su un circuito automobilistico

All'inizio degli anni '70 le Porsche avevano il dominio assoluto delle competizioni IMSA e per questo motivo Jon Bishop, dirigente dell'International Motor Sports Association, decise su consiglio di Vince Piggins la creazione della serie All American GT riservata alle vetture statunitensi. Per competere in questo campionato, la Chevrolet decise di impiegare una versione appositamente preparata della Monza costruita dalla DeKon Engineering. Come propulsore veniva utilizzato un Chevrolet V8 derivato dalla Corvette gestito da un cambio manuale Muncie M22 a quattro velocità. La potenza erogata era di 600 cv con 746 Nm di coppia. Il telaio era di tipo monoscocca in configurazione spaceframe ed era ricoperto da un corpo in fibra di vetro abbinato a dei pannelli d'acciaio. L'impianto frenante era rappresentato da quattro freni a disco forniti dalla Lockheed, mentre le sospensioni erano costituite da doppi bracci trasversali, molle elicoidali, ammortizzatori e barre stabilizzatrici nella sezione anteriore e da un ponte rigido, collegamenti Watt, molle elicoidali e ammortizzatori in quella posteriore.
Portata in gara per la prima volta nel 1975, nella sua prima stagione la vettura dovette confrontarsi con altre Monza realizzate da altri preparatori e fu afflitta da incidenti e problemi meccanici. Il 1976 rappresentò l'anno della svolta in quanto la vettura, dopo un difficile inizio di stagione, riuscì a conquistare diverse vittorie. Partecipò anche alla 24 di Le Mans, ma dopo essere partita 14ª fu costretta al ritiro.  Il 1977 fu l'ultimo anno di partecipazione, che si concretizzò con l'ottenimento di altre vittorie. Nel 1978, a causa di un cambio regolamentare, la Monza DeKon fu costretta ad essere ritirata dalle gare.

## Altri usi del nome Monza
Questa Chevrolet Monza non deve essere confusa con altri modelli della GM che portano lo stesso nome:
- In Europa è stata venduta l’Opel Monza, coupé prodotto dal 1977 a 1987
- In Brasile e Venezuela è stata venduta la Chevrolet Monza (1982-1996), versione locale dell'Opel Ascona C. Contrariamente al modello tedesco, è stato disponibile anche in versione due volumi a tre porte.
- In Sudafrica è stata venduta l’Opel Monza, versione locale dell'Opel Kadett E berlina
- Al Salone di Francoforte del 2013 è stato presentato il prototipo ibrido Opel Monza Concept